# Авангардный фанк
Авангардный фанк или авант-фанк (англ. Avant-funk) — музыкальный жанр, в котором музыканты сочетают фанковые ритмы с авангардным и арт-роковым менталитетом. Его расцвет произошел в конце 1970-х годов в среде пост-панка, охватывая негритянские танцевальные жанры.

## Характеристики
Музыкальный критик Саймон Рейнольдс описал авангардный фанк как «сложную танцевальную музыку» и своего рода психоделию, в которой «забвение должно было быть достигнуто не через возвышение над телом, а через погружение в физическое состояние, при котором человек терял сам себя через анимализм». Саймон Фрит описал авангардный фанк как применение прогрессивного рок-менталитета к ритму, а не к мелодии и гармонии. Некоторые мотивы стиля в 1970-х и 1980-х годах включали «ритмы Евродиско; синтезаторы, используемые для создания не первозданных, гигиенических текстур, а ядовитых, шумных мерзотностей; метод нарезок Берроуза, примененную к найденным голосам».

## История
Ранние действия, которые ретроспективно были описаны с этим термином, включают немецкую краут-рок группу Can, американских фанк-исполнителей Слай Стоуна и Джорджа Клинтона и джазового трубача Майлза Дэвиса. По словам Рейнольдса, новаторская волна авангардных фанк музыкантов пришла в конце 1970-х годов, когда пост-панк исполнители (включая Public Image Ltd., Liquid Liquid и Джеймс Ченс, а также Cabaret Voltaire, Talking Heads, The Pop Group, D.A.F., A Certain Ratio и 23 Skidoo) стали использовать в свей музыке черные стили танцевальной музыки, такие как фанк и диско. Рейнольдс отметил озабоченность этих исполнителей такими вопросами, как отчуждение, репрессии и технократия Западной современности. Музыканты нью-йоркской ноу-вейв сцены конца 1970-х годов также исследовали авангардный фанк под влиянием таких фигур, как Орнетт Коулман .
Вскоре начали появляться такие группы, как Skinny Puppy, Chakk, 400 Blows, которые представляли более поздние волны стиля. К середине 1980-х годов он рассеялся, и многие из его исполнителей стали частью первой волны хаус-музыки в Великобритании. Авангардный фанк будет продолжать оказывать влияние на драм-н-бейс-продюсеров 1990-х годов, таких как 4hero и A Guy Called Gerald.

## Список исполнителей
- A Certain Ratio[7]
- Cabaret Voltaire[7]
- Can[4]
- Chakk[7]
- Джордж Клинтон[5]
- Майлз Дэвис
- Defunkt[11]
- D.A.F.[9]
- The Pop Group[7]
- Public Image Ltd.[9]
- Skinny Puppy[2]
- Слай Стоун[5]
- Talking Heads[9]
- 23 Skidoo[7][9]
- 400 Blows[7]